# Acanthacorydalis asiatica
Acanthacorydalis asiatica är en insektsart som först beskrevs av Wood-mason 1884.  Acanthacorydalis asiatica ingår i släktet Acanthacorydalis och familjen Corydalidae. Inga underarter finns listade i Catalogue of Life.